# Олаву Билак
Олаву Брас Мартинс дус Гимараис Билак (на португалски: Olavo Brás Martins dos Guimarães Bilac) е бразилски поет, журналист и преводач.

## Биография
Той е роден на 16 декември 1865 година в Рио де Жанейро. Известно време учи медицина, а след това и право, но не се дипломира и става журналист. В края на 19 век се утвърждава като един от основните представетели на парнасизма в бразилската поезия.
Олаву Билак умира на 28 декември 1918 година в Рио де Жанейро.